# Oplontis

Oplontis e a erupção do Vesúvio em 79.

Oplontis era uma cidade da Campânia, no sopé das montanhas Lactário a oeste de Pompeia e junto ao mar. Ficou soterrada em cinzas com a erupção do Vesúvio em 79. Nela se situa a Villa Poppaea, a residência da mulher de Nero.
Faz parte do conjunto classificado pela UNESCO como Património Mundial em 1997 e denominado Zonas Arqueológicas de Pompeia, Herculano e Torre Annunziata.